# Bob Perelman
Pour les articles homonymes, voir Perelman.
Bob Perelman, né le 2 décembre 1947 à Youngstown, dans l'Ohio, est un poète, critique littéraire, traducteur, éditeur et professeur d'université américain. Il enseigne actuellement la littérature anglaise à l'Université de Pennsylvanie.

## Biographie

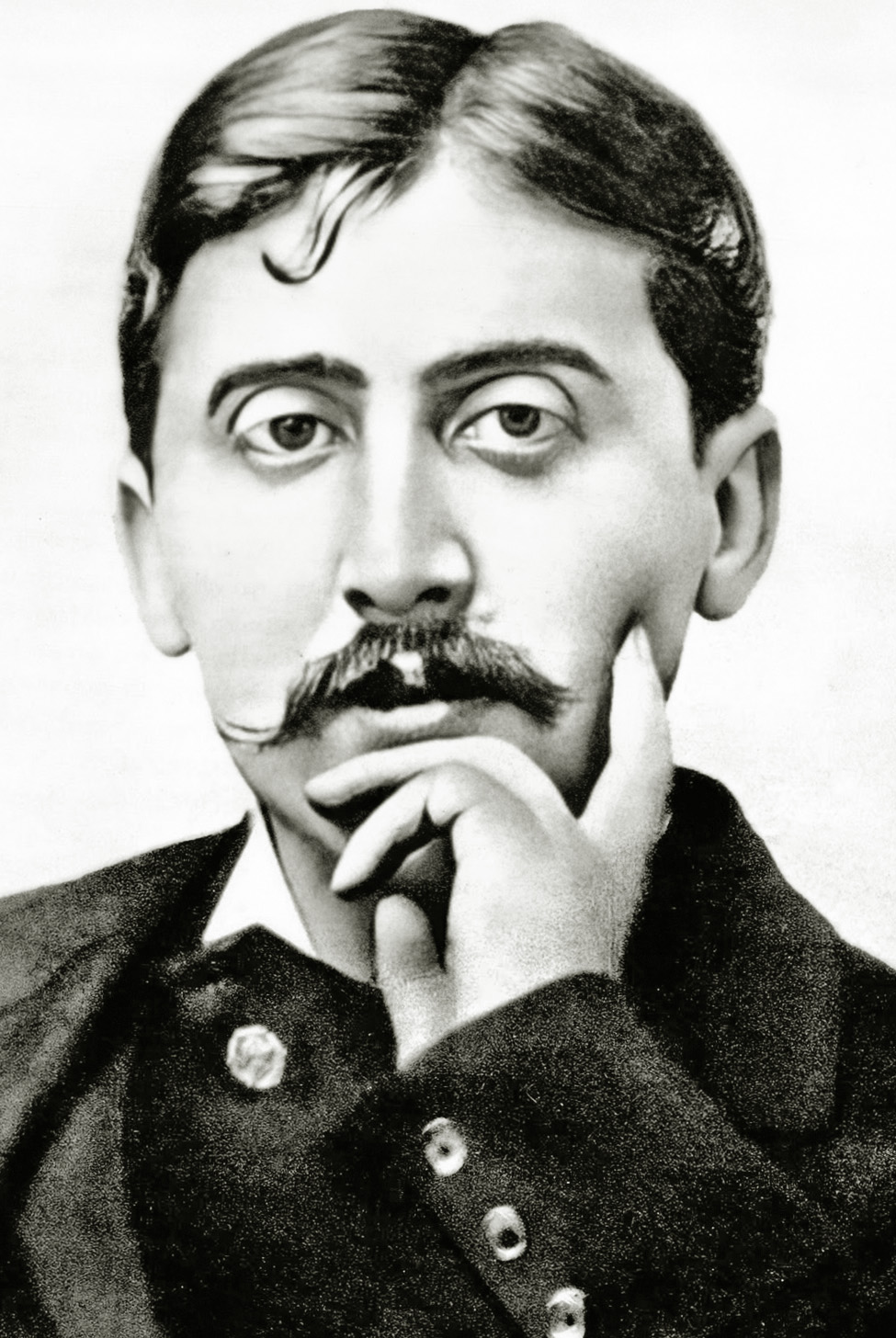
Photographie de Marcel Proust prise vers 1895.

### Jeunesse et formation
Il est le second enfant d'une famille de confession juive, Son père Marc Pelerman était un grossiste de matériel électro-ménager et sa mère Evelyn Pelerman un travailleuses sociale. Il suit ses études secondaires à la Putney School dans le Vermont. Dès son adolescence il est passionné par le piano et la poésie, il découvre les poètes TS Eliot et Walt Whitman.  Après ses études  secondaires, il abandonne ses études musicales pour faire des études de lettres classiques (grec et latin) à l'Université de Rochester. Il obtient son Master of Arts en littérature ancienne à l'Université du Michigan.  En 1969, il s'inscrit à l'atelier de création littéraire  de l'Université de Iowa, ce qui lui permet d'obtenir un Master of Fine Arts, Il termine ses études universitaires en soutenant avec succès sa thèse de doctorat (Ph.D) à l'Université de Californie à Berkeley. 

### Carrière
En 1990 il devient professeur à l'Université de Pennsylvanie.

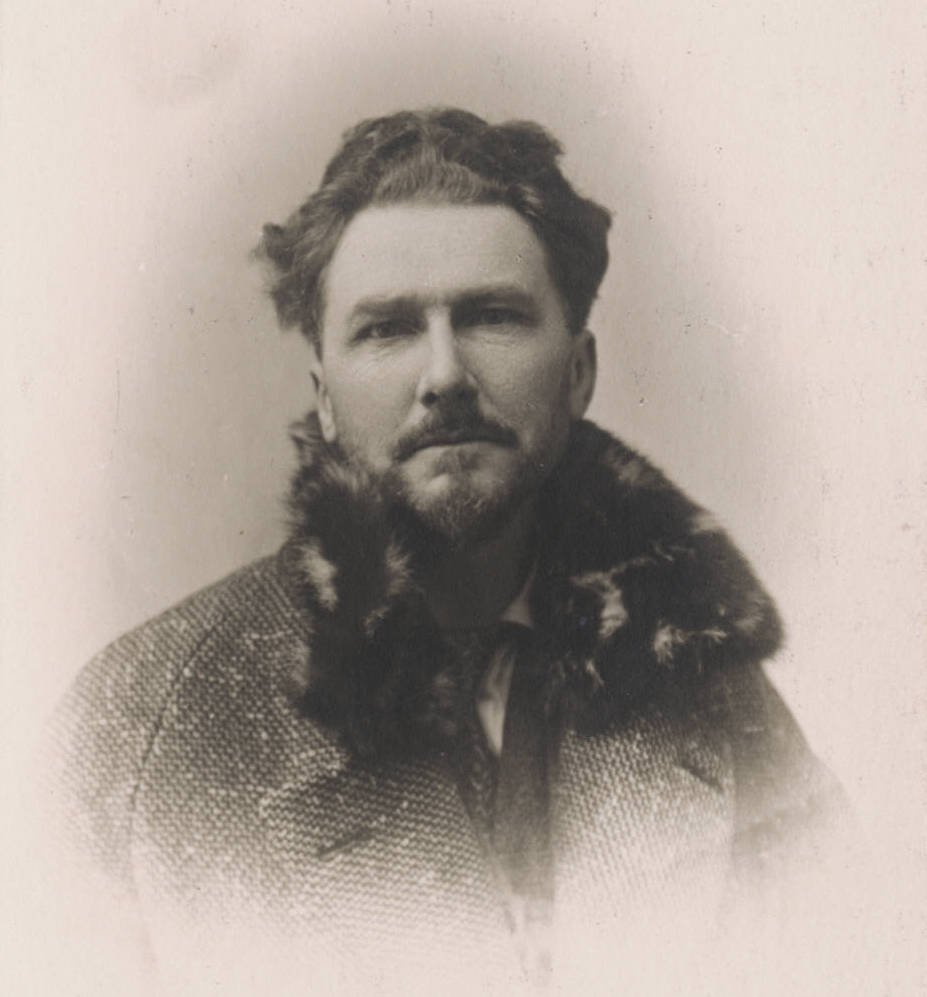
Photographie d'Ezra Pound.

Influencé par les œuvres de Marcel Proust et d'Ezra Pound, sa poésie casse la syntaxe et les significations pour recréer de nouveaux rapports entre le corps et la langue. Il fait partie du groupe L=A=N=G=U=A=G=E, proche de l'école objectiviste, connu en France par le mouvement OULIPO.
Il publie régulièrement ses articles et poèmes dans des revues et magazines tels  que : Jacket2, Poetry,  Discourse, Tikkun, ShofarDiacritics, Revue Française d'Études Americaines, Études Anglaises, The Arizona Quarterly, American Literature, South Atlantic Quarterly, North Dakota Quarterly, Quaterly Literary review Singapore, etc.

### Vie privée
Pendant ses études à l'Université de Iowa, il rencontre celle qui deviendra son épouse Francie Shaw. Le couple donne naissance à deux enfants Max (né en 1979 et Reuben (né en 1983). Ensemble ils lancent la revue Hill.

## Œuvres

### Recueil de poésie
- Braille, Ithaca, état de New York, Serendipity Books,, 1er juin 1975, 61 p. (ISBN 9780878860579),
- Primer, Kensington, Californie, This Press, 1er janvier 1981, 84 p. (OCLC 795314044, lire en ligne),
- a. k. a., Great Barrington, Massachusetts, Figures, 1er décembre 1984, 92 p. (ISBN 9780935724189, lire en ligne),
- The First World, Great Barrington, Massachusetts, The Figures, 1er août 1986, 64 p. (ISBN 9780935724226),
- Captive Audience, Barrington, Massachusetts, Figures, 1er juin 1988, 61 p. (ISBN 9780935724363),
- Face Value, New York, Roof Books, 1er septembre 1988, 76 p. (ISBN 9780937804261, lire en ligne),
- A Virtual Reality, New York, Roof Books, 1er juillet 1993, 80 p. (ISBN 9780937804490),
- The Future of Memory, New York, Roof Books, 1er novembre 1998, 115 p. (ISBN 9780937804759),
- Ten to One : Selected Poems, Hanover, New Hampshire, Wesleyan University Press, 1er octobre 1999, 244 p. (ISBN 9780819563880, lire en ligne),
- Iflife, New York, Roof Books, 1er janvier 2006, 133 p. (ISBN 9781931824217),
- Jack and Jill in Troy, New York, Roof Books, 15 septembre 2019, 104 p. (ISBN 9781931824828),

### Essais
- 7 Works, Berkeley, Californie, The Figures, 1er janvier 1978, 100 p. (OCLC 4405961, lire en ligne),
- The Trouble with Genius : Reading Pound, Joyce, Stein, and Zukofsky, Berkeley, Californie, University of California Press, 2 novembre 1994, 288 p. (ISBN 9780520087552, lire en ligne),
- The Marginalization of Poetry : Language Writing and Literary History, Princeton, New Jersey, Princeton University Press, 8 juillet 1996, 208 p. (ISBN 9780691021386, lire en ligne),
- coécrit avec Francie Shaw, Playing Bodies : Poetry by Bob Perelman and Art by Francie Shaw, New York, Granary Books, 2 juin 2004, 120 p. (ISBN 9781887123648, lire en ligne),
- Modernism the Morning After, Tuscaloosa, Alabama, University of Alabama Press, coll. « Modern and contemporary poetics », 18 avril 2017, 286 p. (ISBN 9780817358891),

### Traductions
- In Modernist Archaist: Selected Poems of Osip Mandelstam, éd. Whale and Star: 2008,
- In The Selected Poems of Tomaz Salamun[17], éd. Ecco Press, 1988,
- In Russian Poetry: The Modern Period, éd. Iowa University Press, 1978.

### Éditeur
- Writing/Talks, éd. Southern Illinois University Press, 1985,
- La revue Hills, San Francisco, de 1973 à 1980.

## Regards sur son œuvre
Sa poésie est vue comme une rupture vis à vis d'une tradition poétique définissant la poésie comme expression de la vie intime d'une personne, rupture qui définit une pratique de l'écriture poétique comme expression sociale et politique.Afin de rejoindre par delà l'expérience intime l'expérience sociale inconsciente il utilise des procédés surréalistes : cassure de la syntaxe, automatisme, griffonnages, collages, jeux de mots, etc, cela afin de dévoiler les structures sociales et politiques du langage. Certains critiques lui ont reproché ce refus du sujet, refus menant à une expression poétique qui ne serait qu’effet de la langue. 

### Notices dans des encyclopédies et manuels de références
- (en-US) Amanda D. Sams (dir.), Contemporary Authors New Revision Series : A Bio-Bibliographical Guide to Current Writers in Fiction, General Non-Fiction, Poetry, Journalism, Drama, ..., Detroit, Michigan, Gale Research Inc, 6 juin 2007, 419 p. (ISBN 9780787679149, lire en ligne), p. 279-280,
- (en-GB) Ian Hamilton & Jeremy Noel-Tod (dir.), The Oxford Companion to Modern Poetry, Oxford, Oxfordshire, Royaume-Uni, Oxford University Press, 1er juillet 2013, 719 p. (ISBN 9780199640256, lire en ligne), p. 475-476,

### Articles
- (en-US) Joel Nickels, « Post-Avant-Gardism : Bob Perelman and the Dialectic of Futural Memory », sur IATH, University of Virginia, 2001,
- (en-US) Alan Golding, « "Time to Translate Modernism into a Contemporary Idiom" : Pedagogy, Poetics, and Bob Perelman's Pound », Shofar, Vol. 27, No. 3,‎ printemps 2009, p. 16-29 (14 pages) (lire en ligne ),
- (en-US) Rae Armantrout, « Bob Perelman’s Grammatology », Jacket2, numéro 39,‎ 2010 (lire en ligne),
- (en-US) Al Filreis, « The President of This Sentence : Bob Perelman’s History », Jacket2, numéro 39,‎ 2010 (lire en ligne),
- (fr) Geneviève Cohen-Cheminet, « La matérialisation de la marge dans la poésie américaine contemporaine », Études anglaises, volume 65,‎ 2012, p. 217-234 (17 pages) (lire en ligne),
- (it) Andrea Raos, « Forma vs processo : Su una poesia di Bob Perelman », Nazione Indiana,‎ 27 septembre 2012 (lire en ligne),
- (en) Hélène Aji, « “If you know what they mean,/things make sense” (Bob Perelman) : Language Poetry vs. Conceptualisms », Caliban, numéro 35,‎ 2014, p. 197-209 (12 pages) (lire en ligne),

### Documents audio-phoniques et audio-visuels
Sur le site PennSound de l'Université de Pennsylvanie
Sur la chaîne You tube de l'Université de Pennsylvanie